# Hliniczky család
A Hliniczky főnemesi előjogokkal is rendelkező család legkorábbi írásos említése az 1549-ben a Trencséni levéltár birtokmegoszlást rögzítő és feljegyző irataiban található. Ekkor Hliniket, Hliniczky Gábor birtokaként ismeri el a dokumentum.

## A név eredete
A Hliniczky család nevét ma is őrzi egy település, amelyről nevét kapta: Hlinik (Vágagyagos). A települést 1439-ben Hlinyk néven említik először. 1440-ben Hlynnyk, 1482-ben Hlynyk 1598-ban Hlinik néven szerepel az írott forrásokban. Kezdetektől a Hliniczky család birtoka volt, a feljegyzések szerint 1598-ban 27 ház állt az uradalom területén. 1784-ben az első népszámláláskor már 67 házat és 392 lakost írtak össze a településen. 1828-ban 106 házában 640 lakos élt. 1910-ben 811, többségben szlovák lakosa volt, jelentős német kisebbséggel. A trianoni békeszerződésig Trencsén vármegye Nagybiccsei járásához tartozott. 1945-ben csatolták Nagybiccséhez.

## A család rövid története
A család Hliniken élt ágának tagjai egy kis utánajárással könnyedén fellelhetőek a Levéltári illetve Egyházi dokumentumokban. Például:
Franciscus Hliniczký (1710.12.) Hlinik
P.: Adamo Hliniczky
Barbara Elisabetha Hliniczky (1749) Hlinik
Elizabeth Hliniczký (1761) Hlinik
P.: Paulo Hliniczký
M.: Anna
Joseph Matthias Hliniczký (1770) Hlinik
Gasparus Hliniczkÿ (1782.05.) Hlinik
P.: Josephus Hliniczký
M.: Susanna Valenta
Andreas Hliniczky (1788.09.) Hlinik
P.: Stefanus Hliniczky
M.: Barbara
Ignatius Hliniczky (1798.06.) Hlinik
P.: Josephus Hliniczky
M.: Johanna Pataky
Elisabetha Hliniczky (1804.11.18.) Hlinik
P.: Johannes Hliniczky
M.: Veronika Pupak (Valószínűleg a Kardosi Pupák családból, ahol a Hliniczky családnak szintén voltak birtokai.)

A Hliniczkyek másik ága Berezót és környékét uralta. Berezó: a város első említése még pataknévként 1263-ban "Brezoua" alakban IV. Béla király adománylevelében történik. Maga a falu csak 1595-ben szerepel először írott forrásban. A 16. században alapították a délről a török elől menekülők, 1568-ban a váruradalom része, élén a községi bíró állt. 1661-ben 148 családja volt, 4 takács, 4 molnár, cipész, mészáros és tímár működött a településen. Első pecsétje 1678-ból maradt fenn. 1706-ban császári katonaság fosztotta ki. 1709-ben mezővárosi rangot kapott vásártartási joggal. 1715-ben 133 háztartása volt. 1720-ban 8 malom működött a városban. 1750-ben 385 jobbágy és 315 zsellércsaládja volt. 1828-ban 902 házában 6313 lakos élt. Lakói főként mezőgazdasággal és kézművességgel foglalkoztak. A településnek egykor híres bőrdíszművesei voltak. Az 1840-es években Berezó a szlovák nemzeti öntudat és műveltség egyik központja volt. Iskoláját és könyvtárát 1842-ben alapították. Különösen a tímármesterség volt jelentős a városban, 1860 és 1890 között mintegy 300 mester dolgozott itt. A dinasztia ezen ágának voltak tagjai:
Stephanus Hliniczkÿ (1779) Berezó, Trencsén vármegye
P.: Joannis Hliniczkÿ
M.: Dorotea
Anna Hliniczky (1838) Berezó Trencsén vármegye
Susanna Hliniczky (1843) Berezó
P.: Johannes Hliniczky
M.: Anna Moszny
A Hliniczky család harmadik az előző kettőhöz hasonlóan erős ága Kardos településen és a hozzá tartozó birtokokon élt. A település kezdetben a vágbesztercei vár tartozéka volt. 1598-ban Kardoson mindössze két ház állt. 1784-ben 102, 1890-ben 143 lakosa volt. 1784-ben a Hliniczky család uralta. 1910-ben 149, túlnyomórészt szlovák lakosa volt. A trianoni békeszerződésig Trencsén vármegye Vágbesztercei járásához tartozott. A Hliniczky-eknek ez az ága bizonyára megkülönböztetésképpen vette fel a “Kardos” melléknevet, a település névre utalva. Így tett például:
Barbara Kárdoss Hliniczky (1828) Kardos, Trencsén vm.
P.: Emericus Hliniczky
M.: Cathar Kárdoss Ozsvald
Stephanus Kardos Hliniczkÿ (1838.02.11.) Kardos, Trencsén
János Kardos Hliniczkÿ (1849.07.09.) Kardos, Fogl.: nemes
Maria Kardos Hliniczky (1853.12.14.) Kardos,
P.: József Kardos Hliniczky
M.: Mária Galovics
A Hliniczky család a történelem során számos településre, országba és földrészre jutott el. Így például (Elise Islans-i dokumentumok szerint) 1913.06.25-én Hliniczky Zsuzsanna (25 évesen) a másfél éves József nevű kisfiával kivándorolt Amerikába. A férje József után ment ki és mindössze 15 dollár volt a zsebében. Az utazás végcélja Camden város volt New Jersey államban, mivel a férje ott élt és dolgozott. Akkoriban (1910-20-as évek) a városban volt az USA egyik legnagyobb vállalata a Victor Talking Machine Company, amely lemezjátszókat és hanglemezeket gyártott. Talán a József is itt kapott munkát, az mindenesetre bizonyos hogy jól kereshetett (viszonylag) mert össze tudott annyi pénzt gyűjteni hogy elég legyen a felesége és a fia számára a kiutazáshoz. Belegondolva az akkoriban uralkodó viszonyokra és a több hetes hajóútba, igencsak bátor vállalkozás volt Zsuzsanna részéről hogy egy kisgyermekkel a kezében neki mert vágni ennek az Exodusnak. Bevándorláskor lefolytatott egészségügyi és egyéb vizsgálatok feljegyzéseiből kiderül, hogy Zsuzsannának barna haja és szeme, a magassága 164 cm volt. A származási helyként Magyarországot írták, azonban a nemzetiségnél a Szlovákot jelölték meg. És mivel a bevándorlásiak erre is rákérdeztek, tudott írni és olvasni. Egyébként ez még akkoriban nem volt magától értetődő, ami az ottani dokumentumok is alátámasztanak. Továbbá a feljegyzéske szerint arcszíne tiszta volt, jó fizikai és mentális állapotban érkezett Amerikába. Ez sem lehetett egyszerű, a körülményeket tekintve. De ez egyfajta igényességet is jelent a részéről.
Bár a történelem viharai a világ legtávolabbi részeire szórta szét a dinasztia tagjait, ők ma is élnek nem haltak ki és így a HLINICZKY név nem merült feledésbe.

## Híres Hliniczkyek
Gabriel Hliniczky (nemesi rangban) Trencsén vármegyei szolgabíró volt az 1620-as években. Erről tanúskodik egy 1621 június 26-án kiadott dokumentum amit a Letwai (ma Zsolnalitvai) várban adtak ki. A szolgabíró (latinul Iudex nobilium ~ a nemesek bírája) a nemesi és polgári
vármegyerendszer tisztviselője, aki igazságszolgáltatási és közigazgatási feladatokat látott el, eleinte a nemesség, később a jobbágyság és a polgárság számára is. A kialakuló járások vezető tisztségviselője volt.
Az Állam és az Egyház közötti diplomáciáról szóló kötetben szerepelnek Raphaele és Georgio Hliniczky, mint a Trencsén megyei Bicsét képviselő nemesekből álló delegáció résztvevői. (1630)
A “Nemesség Szlovákiában” című kötetben írják: 1646-1647 Hliniczky Gaspart is a jómódú felső nemesek közé sorolják a megyében.
Hliniczky Gergely Aszódi rector1670-es éveknél lelhető fel a Pest-Pilis-Solt Vármegye közgyűlési iratai között.
Dr. Alapi Gyula „Komárom Vármegye nemesi családai” című könyvében (1910) Hliniczky Pál nevével és 1743-as dátummal szerepel egy nemsségi igazolás.
Hliniczky Gáspár 1810-20-as években Alsósztregova római katolikus plébánosa, Ő keresztelte meg Madách Imrét.